# Elizabeth Soccer Club
Elizabeth SC foi um clube americano de futebol  com sede em Union County, New Jersey, que atualmente é um membro inativo da Cosmopolitan Soccer League . 

## História
Elizabeth SC foi fundado em 1924 como Elizabeth Germans  em Elizabeth, Nova Jersey, por um grupo de imigrantes alemães que compartilhavam uma paixão pelo jogo de futebol. O clube imediatamente se juntou à Liga Alemã de Futebol Americano, agora a Liga Cosmopolita de Futebol . Em 1940, o Liberty Sport Club se fundiu com a Elizabeth SC. Nos anos 40, o clube iniciou em diversas modalidades como esgrima, atletismo, handebol e boliche. 
Na era pós-Segunda Guerra Mundial, Elizabeth SC experimentou um tremendo crescimento de sócios, o que, por sua vez, resultou em sucesso nas equipes atléticas do clube. Em 1949, o clube conquistaria a US Amateur Cup. Nos próximos anos, o clube iniciaria uma Auxiliar Feminina e expandiria seu movimento juvenil. Além disso, em 1960 e 1961, a divisão de handebol do clube venceria o campeonato dos EUA. 
Em 1965, a Elizabeth SC comprou o clube Farcherer's Grove, através de uma holding. O programa de futebol do clube atingiu novos patamares em 1970, quando o clube venceu a National Challenge Cup . O clube venceria novamente a Copa Nacional em 1972. O clube também venceu dois campeonatos da liga nos anos 70, bem como a Copa do Estado de Nova Jersey. 
Nos anos 80, o programa juvenil do clube, o Union Lancers, venceu o campeonato Sub-19 em 1987 e 1988. Em 1989, Elizabeth SC venceu a New Jersey State Cup pela última vez. Em 1999, Farcher's Grove foi vendido e o clube ficou sem campo de jogo. Depois de procurar outras opções, o clube suspendeu suas atividades atléticas. O clube continua sendo um membro inativo da Cosmopolitan Soccer League e continua a se reunir regularmente. 
Em 1970 e 1972, o Elizabeth Sport Club venceu a National Challenge Cup. Abaixo está uma lista de jogadores que jogaram no time ESC. 

## Honras
- Vencedores da National Challenge Cup (2): 1970, 1972
- Vencedores da National Amateur Cup (1): 1949
- Campeões da Cosmopolitan Soccer League (7): 1938, 1947, 1948, 1949, 1953, 1971, 1973
- Vencedores da New Jersey State Cup (7): 1950, 1952, 1955, 1967, 1968, 1970, 1989
- Participações na Copa dos Campeões da CONCACAF : 1971